# Nativisme (psychologie)
Pour les articles homonymes, voir nativisme.
 (avril 2024).
Si vous disposez d'ouvrages ou d'articles de référence ou si vous connaissez des sites web de qualité traitant du thème abordé ici, merci de compléter l'article en donnant les références utiles à sa vérifiabilité et en les liant à la section « Notes et références ».
En psychologie, le nativisme est la théorie selon laquelle certaines compétences ou habiletés sont « innées » ou câblées dans le cerveau à la naissance. 
Cette théorie est en contraste avec le constructivisme ou l'empirisme, qui stipule que le cerveau a des capacités innées pour permettre l'apprentissage, mais ne contient pas de contenu inné en tant que tel (voir le débat inné versus acquis).

## En philosophie
Le nativisme a une histoire dans la philosophie.
Schopenhauer (1788-1860) réduit le nombre de catégories innées à une seule catégorie, qui est la causalité.

## Langage
Noam Chomsky utilise le terme de grammaire universelle (ou GU) pour désigner les propriétés innées du cerveau humain permettant à l'enfant d'acquérir sa langue maternelle sans aucun effort évident durant ses premières années de sa vie.